# Jacaltec
La langue jacaltec (appelée également poptí) est une langue maya du Guatemala parlée par environ 90 000 personnes dans le département de Huehuetenango et la région voisine du Chiapas dans le Sud du Mexique. Le nom poptí est utilisé par l’Academia de Lenguas Mayas de Guatemala et le Congrès du Guatemala.

## Écriture
| a | b | c | c' | ch | ch' | e | h | i | j | k' | ' | l | m | n | n̈ | o | p | qu | q'u | r | s | t | t' | tx | tx' | tz | tz' | u | w | ẍ | x | y |